# Rubihorn
De Rubihorn is een 1957 meter hoge berg in de Allgäuer Alpen. De berg ligt ten oosten van Oberstdorf en behoort samen met de Nebelhorn tot de Daumengruppe.
Bij ondergaande zon kleurt de berg 's avonds vuurrood.